# Romain Saïss
Romain Ghanem Paul Saïss (født 26. marts 1990) er en fransk-marokkansk professionel fodboldspiller, som spiller for Saudi Professional League-klubben Al-Shabab, hvor han er lånt til fra Al-Sadd, og Marokkos landshold.
Saïss spillede de første mange år af sin karriere i Frankrig, hvor han blandt andet repræsenterede Clermont, Le Havre og Angers. I august 2016 blev han solgt til den daværende Championship-klub Wolverhampton Wanderers.

## Landshold
Saïss har (pr. december 2022) spillet 70 kampe for Marokkos landshold, som han debuterede for 14. november 2012 i et opgør mod Togo. Han var en del af den marokkanske trup til VM 2018 i Rusland og VM 2022 i Qatar.